# Odorrana huanggangensis
Espèce
Odorrana huanggangensis est une espèce d'amphibiens de la famille des Ranidae.

## Répartition
Cette espèce est endémique de République populaire de Chine. Elle se rencontre dans les monts Wuyi dans les provinces du Fujian et du Jiangxi.

## Publication originale
- Chen, Zhou & Zheng, 2010 : A new species of the genus Odorrana from China (Anura, Ranidae). Acta Zootaxonomica Sinica, vol. 35, p. 206-211.